# (8889) Mockturtle
(8889) Mockturtle ist ein Asteroid des Hauptgürtels, der am 31. Juli 1994 von den japanischen Astronomen Yoshisada Shimizu und Takeshi Urata am Nachi-Katsuura-Observatorium (IAU-Code 905) in der Präfektur Wakayama entdeckt wurde.
Der Asteroid wurde am 9. März 2001 nach der Figur der Mock Turtle (Falschen Schildkröte) aus dem Kinderbuch Alice im Wunderland des britischen Schriftstellers Lewis Carroll benannt.